# Умбрия
Умбрия (на италиански: Umbria) е административен регион в Централна Италия. Заема площ от 8456 км2. Административен център е град Перуджа.

## География
Умбрия е регион в централна Италия, граничещ с регионите Тоскана на запад, с Марке на изток и с Лацио на юг. Територията на региона е предимно планинска (53%) и хълмиста (41%). Един от малкото италиански региони, които нямат излаз на море.

## История
В миналото областта е населявана от италийското племе умбри, от което и произлиза топонимът Умбрия. От около 1000 г. пр.н.е. областта е била под влиянието на етруските.